# Ekwifinalność firmy
Ekwifinalność firmy - określona zdolność danego przedsiębiorstwa do osiągnięcia końcowego sukcesu przy odmiennych warunkach początkowych oraz bardzo różnymi sposobami, a także posiadanie przez firmę możliwości samodzielnego dokonywania wyboru określonych celów bądź ich modyfikacji. Ekwifinalna firma odznacza się zdolnością do osiągania podobnych wyników w bardzo różnorodny sposób. Ekwifinalność firmy ma ogromne znaczenie dla zarządzania, ponieważ oznacza ono potrzebę odrzucenia mechanistycznej optyki w analizie działania firmy oraz poszukiwania alternatywnych rozwiązań.